# История почты и почтовых марок Сардинского королевства
История почты и почтовых марок Сардинского королевства охватывает два периода — домарочный (до 1 января 1851 года, включая французскую оккупацию) и период эмиссии на территории Сардинского королевства собственных почтовых марок (с 1 января 1851 по 1863 год).

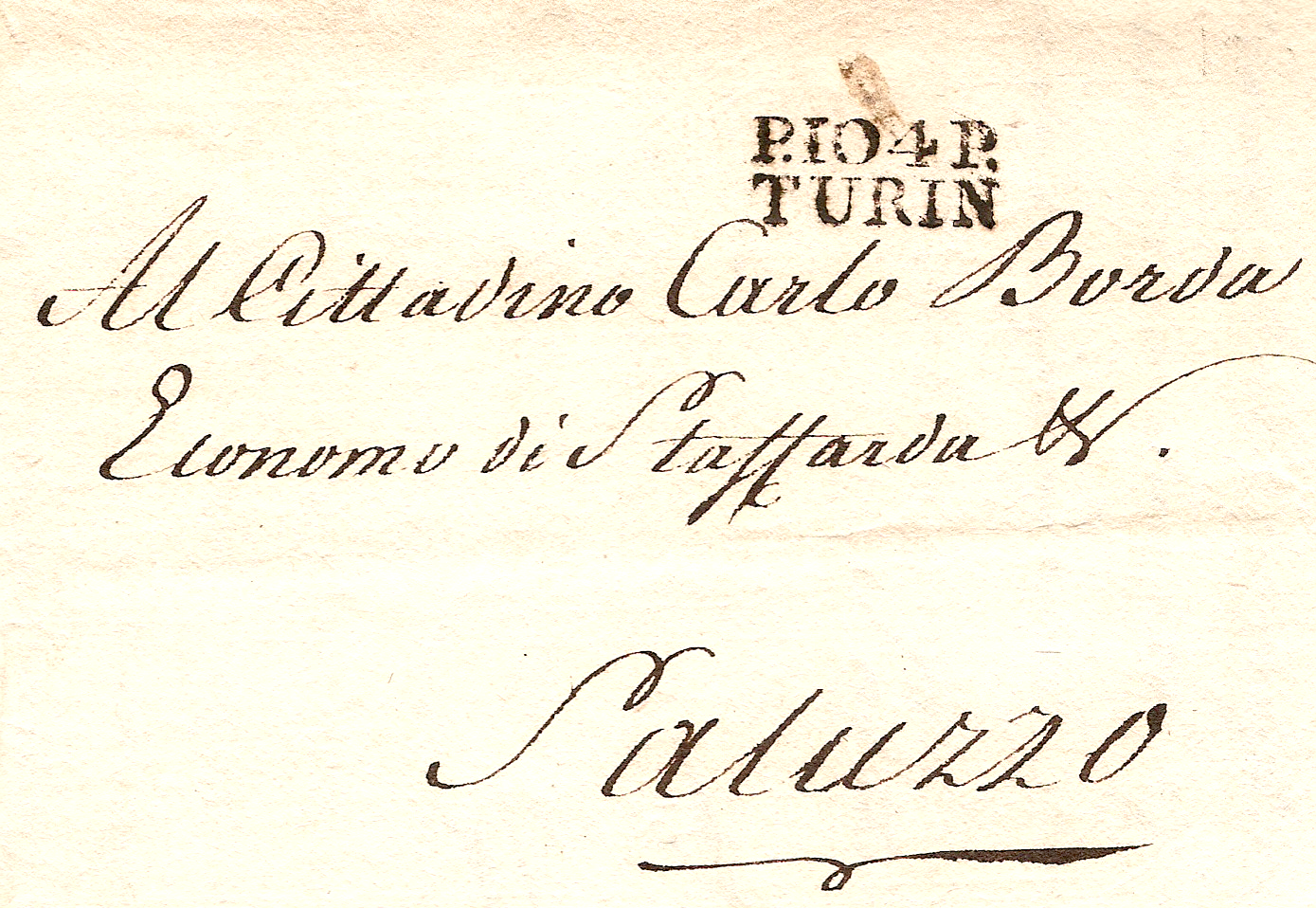
Конверт письма, отправленного из Турина в Салуццо и погашенного Почтовый штемпель линейного вида с номером «104» (1813)

## Домарочный период

### Французская оккупация
В истории почты Сардинского королевства, расположенного на севере Италии (области Пьемонт и Савойя) и острове Сардинии, как и в истории других итальянских государств начала XIX века, был период захвата Францией (1792—1815), когда на его территории была установлена французская администрация, учредившая собственную почтовую систему. В каждом из сардинских департаментов, очутившихся под властью Франции, использовались соответствующие номерные почтовые штемпели линейного вида.

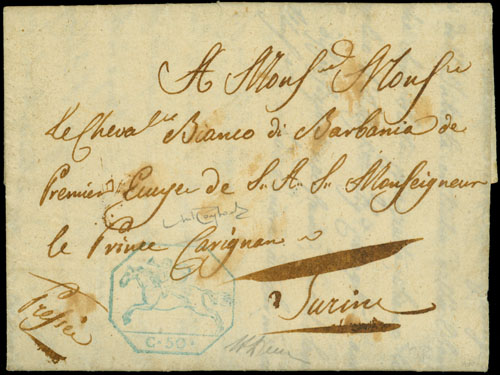
Почтовый лист с «сардинской лошадкой», отправленный из Генуи в Турин 16 февраля 1819 года

### Независимое Сардинское королевство
После восстановления суверенитета Сардинского королевства, в ноябре 1818 года здесь был принят закон, согласно которому в обращение вводились особого вида почтовые листы с оттиском знака почтовой оплаты — предшественника почтовой марки. На нём был изображён скачущий галопом на лошади амур, трубящий в почтовый рожок, и указан номинал. Из-за этого рисунка листы получили название «сардинские лошадки» (итал. cavallini sardi).
Существует два выпуска «сардинских лошадок». Первая эмиссия была осуществлена 1 января 1819 года. На различные типы писчей бумаги, с водяными знаками и без, ручным штампом ставился синий оттиск знака почтовой оплаты. Эти листы использовались до 31 января 1820 года. Вторая эмиссия состоялась 1 января 1820 года. На бумаге с водяными знаками бесцветным тиснением был отпечатан знак почтовой оплаты.
Номиналы, указанные на знаке почтовой оплаты, соответствовали стоимости почтовых услуг за каждую милю: 15 чентезимо — при перевозке почты на расстояние до 15 миль (37 км), 25 чентезимо — до 25 миль (86 км), 50 чентезимо — более 35 миль. С 1835 года выпускались конверты с таким же штемпелем. 30 мая 1836 года почтовые листы были изъяты из обращения.

## Выпуски почтовых марок

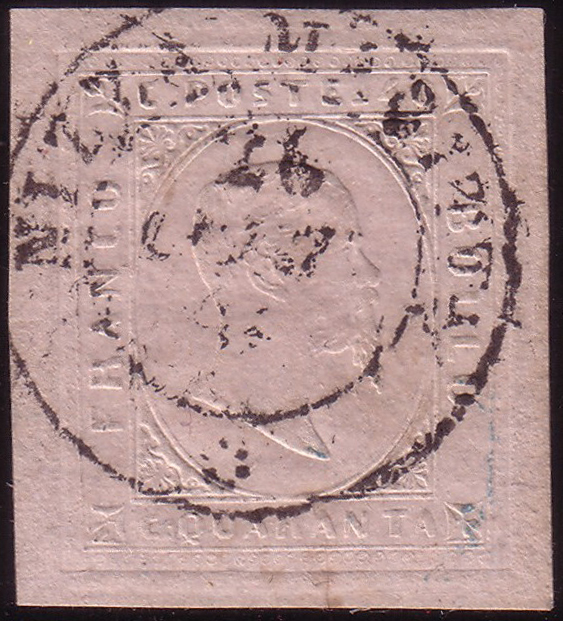
Почтовая марка из второго выпуска, 1853(Mi #6)

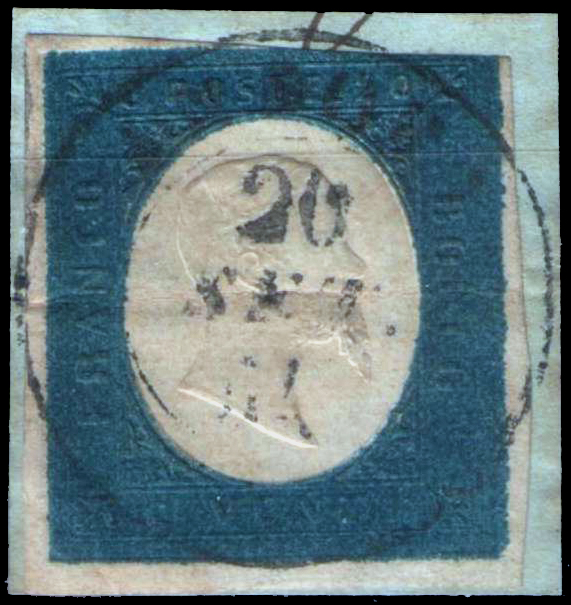
Марка из третьего выпуска, 1854(Mi #8)

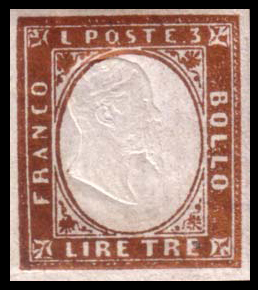
Марка из четвёртого выпуска, 1861(Mi #15)

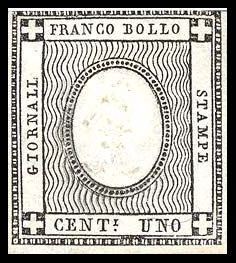
Первая газетная марка, 1861(Mi #16)

Сардинское королевство было первым государством на территории Италии, выпустившим почтовые марки. В 1850 году граф Камилло Кавур представил доклад пьемонтской палате депутатов с предложением о проведении почтовой реформы по типу проведённых в ряде европейских государств, предусматривающей введение почтовых марок, для обозначения которых было придумано новое слово — francobollo. Реформа стала законом в ноябре и вступила в силу 1 января 1851 года.
Первые почтовые марки Сардинского королевства вышли в обращение 1 января 1851 года. Серия состояла из трёх марок с профилем короля Виктора Эммануила II. Название государства не указывалось. Их изъяли из обращения в сентябре 1853 года. В октябре 1853 года вышла новая серия из трёх марок, выполненных бесцветной рельефной печатью на цветной бумаге (зелёной, синей и розовой). Тираж этих марок был израсходован практически полностью. Известны письма, прошедшие почту с этими марками в 1859 году.
В связи с тем, что марки второго стандартного выпуска были плохо различимы, особенно в тёмное время суток при слабом свете свечей или газовых рожков, почтовая администрация вскоре приняла решение о новой эмиссии. Третий выпуск стандартных марок Сардинского королевства состоялся в апреле 1854 года. Рисунок и надписи миниатюр были выполнены тиснением на белой бумаге, цветная рамка — литографским способом. Рисунок рамки был таков, что портрет короля оказывался в овале на белом фоне. Тираж этих марок также был израсходован полностью.
Марки третьего выпуска то же вызвали много нареканий у почтовых служащих. Поэтому было принято решение сделать ещё одну эмиссию. В мае 1855 — январе 1861 года в обращение вышла последняя четвёртая стандартная серия, состоявшая из шести марок. Оформление новых миниатюр походило на оформление марок третьего стандарта, однако тиснением был выполнен только портрет короля. Существуют марки с перевёрнутым центром.
В январе 1861 года были выпущены две газетные марки номиналами в 1 и 2 чентезимо.
До 1859 года марки Сардинского королевства использовались только на его территории и в княжестве Монако (в Савойе, Ницце и Монако они были в 1860 году заменены французскими знаками почтовой оплаты).
В ходе Итальянской революции 1859—1860 годов Сардинское королевство выступило в качестве центра объединения всех частей Италии. 17 марта 1861 года Сардиния вместе с другими итальянскими государствами вошла в состав Королевства Италия. После объединения Италии, в течение 1860 и 1861 годов знаки почтовой оплаты, бывшие в обращении на территориях (кроме Папской области), вошедших в её состав, были изъяты из обращения и заменены марками Сардинского королевства.
Марки четвёртого стандартного выпуска Сардинского королевства, переизданные в 1862—1863 годах, имели хождение по всей Италии и считаются марками Италии. При этом разрешались смешанные франкировки марками Сардинского королевства и других итальянских государств. Все марки Сардинского королевства были изъяты из обращения 31 декабря 1863 года, спустя месяц после издания собственно первых марок Италии.
Все миниатюры Сардинского королевства печатались в типографии Франческо Матрера (англ. Francesco Matraire) в Турине.

## Почта за границей

### Отделения в Северной Африке
Сардинское королевство располагало собственными почтовыми отделениями в Северной Африке — в городах Тунис и Александрия.

### Полевая почта в Крымскую войну

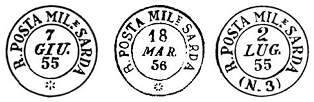
Почтовые штемпели, применявшиеся полевой почтой Сардинского королевства во время Крымской войны

Во время Крымской войны (1853—1855) для нужд Сардинских экспедиционных сил работала полевая почта. Были открыты два её отделения: 24 мая 1855 года — в Балаклаве, а позднее — в Константинополе. До мая 1856 года в Балаклаве использовался штемпель с надписью «R. Posta Mile Sarda» («Королевская сардинская военная почта») и «розеткой» в нижней части, состоящей из шести или восьми «лепестков». Самая ранняя дата гашения, известная на сегодняшний день, — 28 мая 1855 на марке Сардинии из третьего выпуска номиналом в 20 чентезимо.
В Константинополе применялся почтовый штемпель с цифрой «3» вместо «розетки». Отделение работало до июня 1856 года, обслуживая транзитные войска и госпитали.